# THE ALPINE CLIMBER 単独登攀者・山野井泰史の軌跡
『THE ALPINE CLIMBER 単独登攀者・山野井泰史の軌跡』（アルパインクライマー たんどくとうはんしゃ やまのいやすしのきせき）は、原作：よこみぞ邦彦、作画：山地たくろうによる日本の漫画。『ビッグコミック』（小学館）にて、2022年1号から2024年3号まで連載。実在の世界的クライマー・山野井泰史の半生と、その生き様を描く。
単行本第1巻が発売された際には、石塚真一がコメントを寄せている。

## 登場人物
山野井泰史（やまのい やすし）
主人公。

## 作風
『山と溪谷』（山と溪谷社）2022年7月号によると、本作は「漫画ならではの情景描写や、生き生きとしたストーリー展開」が描かれ、山野井の「山にかけるその膨大な熱量に圧倒される」という。

## 書誌情報
- よこみぞ邦彦（原作）・ 山地たくろう（作画） 『THE ALPINE CLIMBER 単独登攀者・山野井泰史の軌跡』 小学館〈ビッグコミックス〉、全7巻
  1. 2022年6月30日発売[5][6]、ISBN 978-4-09-861334-2
  2. 2022年8月30日発売[7]、ISBN 978-4-09-861399-1
  3. 2022年11月30日発売[8]、ISBN 978-4-09-861492-9
  4. 2023年4月28日発売[9]、ISBN 978-4-09-861608-4
  5. 2023年8月30日発売[10]、ISBN 978-4-09-862554-3
  6. 2023年11月30日発売[11]、ISBN 978-4-09-862603-8
  7. 2024年3月29日発売[12]、ISBN 978-4-09-862696-0